# Ritsuko Matsuda
Pour les articles homonymes, voir Matsuda.
Ritsuko Matsuda (松田律子, Matsuda Ritsuko), née le 26 février 1977 à Okinawa, Japon, plus connue sous son nom de scène Lina, est une chanteuse japonaise, occasionnellement actrice. Elle débute en 1994 en rejoignant le groupe d'idoles japonaises Super Monkey's avec Namie Amuro, avant de former le groupe MAX en 1995 avec trois autres membres du groupe, Mina, Nana, et Reina. Elle connait le succès avec MAX, et joue dans quelques films et drama avec le groupe.

## Filmographie

### Films
- 1996 : Ladie's MAX
- 1997 : Ladie's MAX: Give me a Shake
- 2001 : Starlight

### Drama
- 1998 : Sweet Devil
- 2007 : Churusan 4